# Bupivakain
A bupivakain (INN: bupivacaine) egy savamid-típusú, közepes latenciaidejű, gyorshatású, hosszú hatástartamú, helyi érzéstelenítő hatással rendelkező hatóanyag. Magas dózisban sebészeti anesztéziában, míg alacsonyabb dózisban szenzoros gátlás (analgézia), ritkábban motoros gátlás előidézésére használják. A hatás kialakulása és az időtartama függ a hatóanyag mennyiségétől és a beadás helyétől.
A VIII. Magyar Gyógyszerkönyvben bupivakain-hidroklorid (bupivacaini hydrochloridum)    néven hivatalos.  

## Hatása
Használata a vegetatív, szenzoros és motoros idegrostoknak, valamint a szív ingerületvezetésének hosszan tartó, reverzibilis gátlását eredményezi. 
A bupivakain a többi helyi érzéstelenítőhöz hasonlóan a nátriumionok idegsejt-membránon keresztül történő beáramlásának megakadályozásával gátolja az idegrostok mentén történő ingerületvezetést. A helyi érzéstelenítő molekulák receptorának az idegsejtmembrán nátriumcsatornáit tekintik.
A gátlás – különösen a nagyidegek érzéstelenítése esetén – lassabban alakul ki, mint lidokain alkalmazásakor. Kisebb koncentrációban való alkalmazásakor a hatástartam rövidebb. Ilyen koncentrációban kevésbé hat a mozgató idegrostokra. Előnyösen használható azonban alacsony koncentrációban is hosszantartó fájdalomcsillapításra, például szülési vagy posztoperatív fájdalom esetében.
A helyi érzéstelenítőszerek hasonló hatásokat fejthetnek ki az agy és a szívizomzat ingerelhető sejtmembránjaira is. Ha a szer nagy mennyiségben bejut a szisztémás keringésbe, toxicitási tünetek és jelek jelennek meg, amelyek elsősorban a központi idegrendszerből és a szív- és keringési rendszerből származnak.
Epidurális alkalmazást követően – az egyidejű szimpatikus gátlás mértékétől függően – közvetlen szív- és érrendszeri hatások (hipotenzió, bradikardia) jelentkezhetnek.
A bupivakain-hidroklorid oldat pH-értéke 4,5–6. A disszociált formának a lipidoldékony bázishoz való arányát a szöveti pH-érték határozza meg. A hatóanyag bázis formájában először az idegmembránon keresztül az idegekhez diffundál, azonban csak reprotonálódást követően bupivakain-kationként hat. Alacsony pH-érték esetén – például gyulladásos szövetben – csak kis hányada fordul elő bázis formájában, tehát a megoszlás nem megfelelő és ezáltal anesztézia sem alakulhat ki.
A bupivakain-hidroklorid antiarrhythmiás hatású, de nem értágító.
A motoros gátlás nem marad fenn tovább, mint az analgézia.

## Alkalmazása
- Bucain
- Marcain